# She's No You
«She's No You» es el segundo sencillo del cantante estadounidense Jesse McCartney, de su álbum debut Beautiful Soul.

## Información
La canción fue escrita por Jesse McCartney, Robbie Nevil y Matthew Gerrard y producida por este último. Fue lanzada en las radios el 5 de abril de 2005 y digitalmente el 6 de junio del mismo año.
El video musical oficial fue dirigido por Sanji, producido por FM Rocks y estrenado el 18 de abril de 2005. Fue lanzado digitalmente en iTunes el 2 de mayo de 2006.

### Lista de canciones
Descarga digital
1. «She's No You»

CD Sencillo
1. «She's No You»
2. «Take Your Sweet Time» (Sugar Mix)

CD Sencillo
1. «She's No You»
2. «She's No You» (Neptunes Remix)
3. «She's No You» (Neptunes Remix)

CD Sencillo
1. «She's No You»
2. «She's No You» (Remix) (con Fabolous)

She's No You (Remixes) - Maxisencillo/Vinyl, 12"
- A1 «She's No You» (Remix) (con Fabolous)
- A2 «She's No You» (Remix) (Instrumental)
- B1 «She's No You» (Remix) (A cappella)
- B2 «She's No You» (Remix) (Radio)

Promo CD
1. «She's No You» (Remix) (con Fabolous)
2. «She's No You» (Remix)

## Posiciones
| Listas (2005 - 2006)                   | Posición |
| -------------------------------------- | -------- |
| U.S. Billboard Hot 100                 | 91       |
| U.S. Billboard Bubbling Under Hot 100  | 1        |
| U.S. Billboard Pop 100                 | 41       |
| U.S. Billboard Pop 100 Airplay         | 31       |
| U.S. Billboard Top 40 Mainstream       | 24       |
| Australia Singles Chart                | 10       |
| Nueva Zelanda Singles Chart            | 16       |
| Bélgica Ultratop Singles Chart         | 6        |
| Taiwán Singles Chart                   | 10       |
| Philippines Singles Chart              | 10       |
| Radio Disney                           | 6        |
| Airplay World Official Top 100         | 85       |
| World Soundtracks / OST Top 20 Singles | 8        |

| Fin de año - Listas (2005) | Posición |
| -------------------------- | -------- |
| Australia Singles Chart    | 97       |

| Listas (2010)                    | Posición |
| -------------------------------- | -------- |
| iTunes Noruega Soundtracks Songs | 46       |